# Pontestura
Pontestura é uma comuna italiana da região do Piemonte, província de Alexandria, com cerca de 1 557 habitantes. Estende-se por uma área de 18 km², tendo uma densidade populacional de 87 hab/km². Faz fronteira com Camino, Casale Monferrato, Cereseto, Coniolo, Morano sul Po, Ozzano Monferrato, Serralunga di Crea, Solonghello.

## Demografia
| Variação demográfica do município entre 1861 e 2011                               |
|                                                                                   |
| Fonte: Istituto Nazionale di Statistica (ISTAT) - Elaboração gráfica da Wikipedia |